# Retaule ceràmic de Santa Llúcia
El retaule ceràmic de Santa Llúcia, a Vilafermosa, a la comarca de l'Alt Millars és un panell ceràmic ritual, catalogat, de manera genèrica, com Bé  Immoble de Rellevància Local segons  la Disposició Addicional Cinquena de la Llei 5/2007, de 9 de febrer, de la Generalitat, de modificació de la Llei 4/1998, d'11 de juny, del Patrimoni Cultural Valencià (DOCV Núm. 5.449 / 13/02/2007).

## Descripció
Es tracta d'un retaule amb forma quadrada de 0,4 metres de costat, constituït per sis peces de dimensions diferents, unes quadrades de 0,2 metres de costat i altres rectangulars de 0,1 x 0,2 metres. Totes les peces se situen en una fornícula amb forma d'arc de mig punt i aspecte de retaule amb entablamento en el qual es distingeixen els dos capitells sobre els quals havia de recolzar-se.
L'obra es troba en la façana de l'edifici situat al carrer Sant Julián número 8, i presenta a la santa dempeus, vestida amb túnica groga i mantell rosat. Porta en, la seva mà esquerra, un platet amb els dos ulls, mentre que amb la dreta porta el palmell que simbolitza el martiri. La imatge s'emmarca en un paisatge estavellat en el qual es veuen el mar i les muntanyes, i dues mates en primera línia de visió. Està envoltada d'una orla en la qual grans fulles s'alternen amb petites fulles, ambdues de tons marrons, fetes amb la tècnica d'estarcido.
El retaule presenta una inscripció a baix amb el nom de la Santa i una signatura en el costat inferior dret consistent en “A¿”.